# Arturo Castelli
Arturo Castelli (Brescia, 20 giugno 1870 – Brescia, 12 novembre 1919) è stato un pittore, litografo e incisore italiano.

## Biografia
Di lui si conosce molto poco ed ebbe vita breve. Autodidatta, osservando altri suoi colleghi all'opera nelle loro botteghe, realizzò sia affreschi che pittura a olio.
Già sul finire del XIX secolo iniziò ad esporre all'Esposizione internazionale d'arte di Venezia, nel 1897, e vi tornò poi nel 1899, nel 1901 e nel 1903.
Ottenuto un discreto successo gli vennero commissionati dei lavori di affresco in diversi palazzi della città di Brescia e in particolare nel Palazzo della Loggia dove lavorò assieme al suo amico e collega Gaetano Cresseri. Fu anche litografo e incisore.
Morì a Brescia il 12 novembre 1919.